# Губно-губной дрожащий согласный
Звонкий губно-губной дрожащий согласный — согласный звук, используемый в некоторых языках мира. В русской лингвистике ранее назывался «кучерским р», поскольку именно этот звук в качестве команды лошади остановиться принято на письме изображать междометием «тпру!».

## Характеристика звука
- Обозначение в МФА: ʙ
- Место образования: губно-губной
- Пульмонический согласный

## Распространённость
| Язык     | Язык           | Слово     | МФА          | Значение         | Примечания            |
| -------- | -------------- | --------- | ------------ | ---------------- | --------------------- |
| Нгве     | Диалект лебанг | [àʙɨ́ ́]    | [àʙɨ́ ́]       | 'пепел'          |                       |
| Келе     | Келе           | [mʙulim]  | [mʙulim]     | 'лицо'           |                       |
| Пираха   | Пираха         | kaoáíbogi | [kàò̯áí̯ʙòˈɡì] | 'злой дух'       | аллофон /b/ перед /o/ |
| Ниасский | Ниасский       | [siʙi]    | [siʙi]       | 'нижняя челюсть' |                       |